# Siège de Mannheim (décembre 1795)
Première Coalition
Batailles
Le siège de Mannheim est un épisode de la première coalition des guerres de la Révolution française. Il débute le 18 octobre 1795 et s'achève le 22 novembre de la même année. 
Après la prise de la ville de Mannheim par les troupes françaises, le 20 septembre 1795, les troupes du général Dagobert Sigmund von Wurmser stoppent l'avancée des troupes françaises dirigées par Jean-Charles Pichegru et les contraignent à faire retraite dans la citadelle de Mannheim. Après un mois de siège, les 10 000 Français de la garnison de Anne Charles Basset Montaigu se rendent aux 25 000 Autrichiens commandés par Wurmser, mettant un point d’arrêt à la campagne d'Allemagne de 1795.
Située sur le Rhin à son point de confluence avec le Neckar, Mannheim se trouve aujourd'hui dans l'état de Bade-Wurtemberg en Allemagne.